# Hans Victor von Unruh
Hans Victor von Unruh, auch Hans Viktor von Unruh, (* 28. März 1806 in Tilsit; † 4. Februar 1886 in Dessau) war ein deutscher Bauingenieur, preußischer Baubeamter und Politiker, Präsident der Preußischen Nationalversammlung, Mitglied des Reichstags und Gutsherr auf Gut Otten.

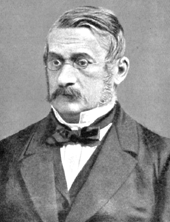
Victor von Unruh

## Leben

### Herkunft
Victor von Unruh entstammte dem ursprünglich wohl fränkischen Adelsgeschlecht Unruh, das mit Ernestus Unrowe im Jahr 1212 urkundlich erstmals erscheint. Er war ein Sohn des preußischen Generalmajors Friedrich Christoph Wilhelm von Unruh (1766–1835) und dessen Ehefrau Karoline, geborene Freiin von Buttlar (1776–1858).

### Karriere
Unruh besuchte in Königsberg die Domschule. Sein Vater riet ihm ab, der Familientradition zu folgen und Soldat zu werden. Nach der Beendigung einer Lehre als Geodät arbeitete er bei der Generalkommission zur Regulierung der gutsherrlichen und bäuerlichen Verhältnisse und Separationen. Anschließend studierte er an der Berliner Bauakademie. 1828 legte er bei Karl Friedrich Schinkel sein Examen ab.
In Breslau war er als Wasserbauinspektor tätig. 1839 nahm er eine Ernennung zum Regierungs- und Baurat in Gumbinnen an. 1843 wurde seine Bitte um Versetzung nach Potsdam stattgegeben. 1844 ließ sich Unruh vom Staatsdienst beurlauben und übernahm die Bauleitung der Eisenbahnstrecke Magdeburg-Potsdam. Nach deren Fertigstellung wurde er Mitglied des Direktoriums der Magdeburg-Wittenbergeschen Eisenbahn. Aus diesem Grunde übersiedelte er nach Magdeburg.
Er unternahm gemeinsam mit August Borsig mehrere Studienreisen ins Ausland.
Nach der Märzrevolution 1848 wurde Unruh für Magdeburg in die preußische Verfassunggebende Versammlung gewählt, obwohl er nicht den Oppositionsgruppen Bürgerversammlung oder Lichtfreunde in der Stadt angehörte. Er vertrat ein konstitutionelles Staatsmodell britischer Prägung und wurde so Kandidat der gemäßigten Liberalen. Er war der Gegenspieler des Kandidaten der Linksliberalen, Friedrich Pax. Im Berliner Parlament schloss sich Unruh zunächst dem linken, später dem rechten Zentrum an.
Unruh wurde am 17. Oktober 1848 zum Vizepräsidenten und am 28. Oktober 1848 zum Präsidenten der Verfassunggebenden Versammlung gewählt. Dieses Amt hatte er bis zu deren Auflösung am 5. Dezember 1848 inne. Er war bemüht neue revolutionäre Kämpfe zu verhindern und lehnte den bewaffneten Kampf gegen die beginnende Konterrevolution ab, auch wandte er sich gegen die Steuerverweigerungskampagne des linken Flügels. Unruh wurde im Januar 1849 für Magdeburg in die zweite Kammer des Preußischen Landtags gewählt. Nach Auflösung des Landtags durch den König sprach er sich gegen das preußische Dreiklassenwahlrecht aus. In der Zeit nach der Revolution hatte er Repressalien durch den preußischen König Friedrich Wilhelm IV. zu erdulden. Seine von den Magdeburger Stadtverordneten mehrheitlich gewünschte Ernennung zum Magdeburger Oberbürgermeister wurde abgelehnt.
1855 siedelte Victor von Unruh nach Anhalt über, um sich dem preußischen Einfluss zu entziehen. Dort gründete er in Dessau die Deutsche Continental Gasgesellschaft. Er errichtete in diversen Städten, so auch in Mönchengladbach, Magdeburg und Lemberg städtische Gasanstalten. In Magdeburg war er beratend auch am Bau des Wasserwerks auf dem Wolfswerder beteiligt.
Unruh gehörte 1859 zu den Mitbegründern des Deutschen Nationalvereins und 1861 war er auch bei Konstituierung der Deutschen Fortschrittspartei, deren erster Vorsitzender er von 1861 bis 1863 war. 1863 wurde er für Magdeburg in das preußische Abgeordnetenhaus gewählt. Dort unterstützte er im Ergebnis, wie viele seiner Parteifreunde, die Politik des Ministerpräsidenten Otto von Bismarck. Nach dem Zerbrechen der Deutschen Fortschrittspartei an dieser Annäherung gründete er zusammen mit Rudolf von Bennigsen 1867 die Nationalliberale Partei. Von 1867 bis 1879 war Unruh, wieder für Magdeburg, Mitglied des Norddeutschen bzw. Deutschen Reichstags. Am 10. September 1879 legte Unruh sein Reichstagsmandat nieder. Als Vizepräsident führte er im Reichstag das Abstimmungsverfahren Hammelsprung ein.

### Ehrungen
1876 erhielt Unruh die Ehrenbürgerwürde der Stadt Magdeburg, 1880 die der Stadt Dessau. Die Stadt Magdeburg hat nach ihm die Viktor-von-Unruh-Straße benannt. In der Stadt Dessau liegt die Unruhstraße im historischen Gasviertel, dem heutigen Sitz des Umweltbundesamts.

### Familie

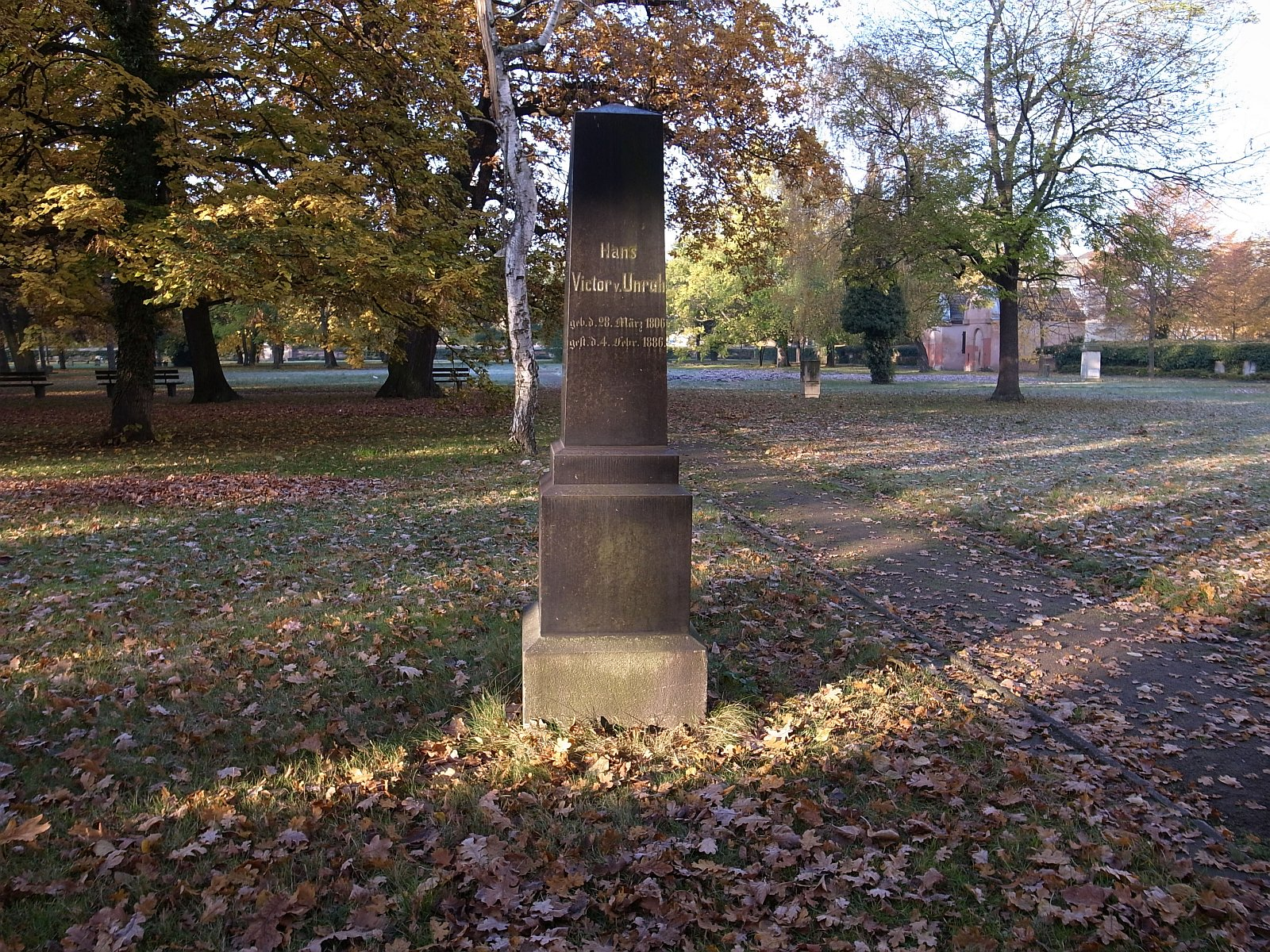
Grab auf dem neuen Begräbnisplatz in Dessau

Unruh heiratete am 14. September 1828 in Breslau die geschiedene Ernestine von Risselmann, geborene von Knobloch (1802–1869). Aus der später geschiedenen Ehe ging die Tochter Anna Gottliebe Karoline (1829–1830) hervor.
In zweiter Ehe heiratete er im Herbst 1834 in Frankfurt (Oder) Marie Clement (1816–1849), Tochter des preußischen Justizrats Gottfried Wilhelm Clement und dessen Ehefrau Wilhelmine, geborene Kinder. Das Paar hatte mehrere Kinder:
- Hans Eugen Wilhelm (1835–1836)
- Hans Oskar (1837–1904), Ingenieur und Stadtrat in Grünberg (Schlesien)
- Hedwig Marie Ottilie (1840–1900) ⚭ 20. Juni 1860 Richard von Thümen (1836–1897), preußischer Generalmajor
- Conrad Max (1842–1921), Geheimer Regierungsrat ⚭ (1) 3. Juni 1868 Marie Fridrike Jeannette Steffeck (* 1850)
- Marie Ottilie (1847–1913) ⚭ Timon von Rauchhaupt (1827–1888), preußischer Generalmajor

## Schriften
- Skizzen aus Preußens neuester Geschichte. Baensch, Magdeburg 1849.
- Erfahrungen aus den letzten drei Jahren. Ein Beitrag zur Kritik der politischen Mittelparteien. Fabricius, Magdeburg 1851.
- Erinnerungen aus dem Leben. Hrsg. Heinrich von Poschinger. Deutsche Verlags-Anstalt, Stuttgart 1895.